# 무심천
무심천(無心川)은 금강의 제2지류로서, 충청북도 청주시 상당구 낭성면 추정리 부근에서 발원하여 청주 시내를 지나 미호강와 합류하여 금강으로 흐른다. 지방하천으로 분류되어 있으며, 청주시를 남북으로 가로지르며 흥덕구, 상당구, 청원구, 서원구의 경계이다. 2020년 1월 1일부터 국가하천으로 승격된다.

## 이름의 유래
고려시대에 심천(沁川)으로 불리었고, 조선시대에 이르러 석교천(石橋川)·대교천(大橋川)으로 바뀌었으며, 1923년 이후부터 무심천으로 불리었다.
또한 다음과 같은 유래 이야기도 전해져 내려온다.
| “ | 청주 무심천변에 오두막집을 짓고 다섯 살짜리 아들과 함께 사는 여인이 있었는데 집 뒤로 시냇물이 흐르고 그 천을 건너는 통나무다리가 있었다. 어느 날 행자승이 찾아와 여인은 아들을 부탁하고 일 보러 나갔고 아이를 돌보던 행자승은 깜빡 잠이 들고 말았다. 행자승이 잠에서 깨었을 때 돌보던 아이가 주검이 되어 그 여인에게 안겨있었고, 행자승이 잠든 사이 아이가 통나무다리를 건너다 물에 빠져 죽었던 것이었다. 여인은 아이를 보내고 삭발한 후 산으로 들어 갔다. 이 소식을 인근 사찰에 전해지자 승려들이 크게 부끄러워하며 아이의 행복을 빌기로 하였고, 이같은 사연을 알 리 없이 무심히 흐르는 이 냇물을 사람들은 무심천이라 부르게 되었다. | ” |

## 지류
- 월운천 (7.0km)
- 미평천 (6.0km)
- 영운천 (4.0km)
- 명암천 (4.5km)
- 율량천 (4.5km)

## 시설

### 하상도로
용암동부터 내덕동까지의 동쪽천변을 따라 건설된 하상도로이다.

### 자전거도로
자전거 이용 활성화를 통한 도심 지역 교통난 해소와 여가 증진에 기여하기 위하여 청주시에서 2003년부터 건설하였다. 국비 13억 원, 시비 35억 원 등 총 48억 원의 사업비가 소요되었다. 장암동 장평교부터 옥산의 환경사업소 부근까지 총 17km 길이로, 무심천을 지나 미호천변까지 서쪽 천변을 따라서 도로가 구축되어 있다.

### 무심천 체육공원
1980년대에 사직동 옆 무심천을 따라 조성되었다. 롤러스케이트장과 게이트볼장, 행사무대, 운동기구, 자전거도로 등으로 이루어져 있다.